# Blanca (música)

Figura 1 Pentagrama con dos notas blancas y un silencio de blanca.

La blanca es una figura musical que equivale a 1/2 del valor de la figura redonda. El origen histórico de la blanca es la minima de la notación mensural.

## Representación gráfica
Las figuras de blancas se representan con una cabeza de nota ovalada hueca (como la redonda) y con una plica vertical sin adornos (como la negra). La dirección de la plica depende de la posición de la nota. Al igual que sucede con todas las figuras que llevan plicas, se dibujan con la plica a la derecha de la cabeza de la nota y hacia arriba, cuando el sonido representado está por debajo de la tercera línea del pentagrama. Mientras que, cuando la nota está en dicha línea media o por encima de esta, se dibujan con la plica a la izquierda de la cabeza de la nota y hacia abajo. No obstante, esta regla no es absoluta ya que puede variar cuando es necesario ligar varias notas o cuando se representa más de una voz (ver Figura 1). De hecho en las obras polifónicas, la orientación de las plicas ayuda a distinguir las diferentes voces.
El silencio de blanca es su silencio equivalente. La blanca, como todas las figuras musicales, tiene un silencio de su mismo valor y supone que durante ese tiempo no se emite sonido alguno. Este signo se representa mediante un guion grueso que se escribe por encima de la tercera línea del pentagrama.
En Unicode el símbolo de blanca es U+1D15E.

## Duración y equivalencias
En un compás de subdivisión binaria (2
4; 3
4; 4
4; etc.) la blanca equivale a dos tiempos. Por lo tanto, en un compás de 4
4 esta figura ocupa la mitad de un compás. En un compás de 2
4, la blanca equivale a dos tiempos o el compás completo, en un compás de 2
2 equivale a un tiempo y en un compás de 2
1 equivale a medio tiempo. 
Si se le añade un puntillo, la duración total resultante es su valor habitual más la mitad de tal valor. Así, por ejemplo, si su duración son 4 corcheas, con el puntillo pasaría a durar 6 (4 + 2), o en forma equivalente si su valor es de 2 negras, pasa a durar 3 (2 + 1). 
La figura de blanca equivale a la mitad de una redonda y a 2 negras, 4 corcheas, 8 semicorcheas, 16 fusas o 32 semifusas. La figura que le sigue de mayor valor es la redonda, la cual equivale a cuatro negras. 
Por encima de la redonda hay algunas figuras de mayor duración pero han caído en desuso en la notación musical actual. Son: la cuadrada que equivale a ocho negras, la longa que equivale a 16 negras y la duplex longa que equivale a 32 negras. Por debajo de la semifusa también existen otras figuras de menor duración que tampoco se utilizan hoy en día. Son: la garrapatea que equivale a 1/128 de la redonda y la semigarrapatea que equivale a 1/256 de la redonda, esto es, 1/64 pulsos de negra.

## Usos
La blanca no se suele utilizar en compases de subdivisión ternaria.

## Etimología
Los nombres que se le dan a esta figura y a su silencio en diferentes lenguas varían enormemente:
| Idioma           | Nombre de la nota       | Nombre del silencio                                   |
| ---------------- | ----------------------- | ----------------------------------------------------- |
| Alemán           | halbe Note              | halbe Pause                                           |
| Español          | blanca                  | silencio de blanca                                    |
| Francés          | blanche                 | demi-pause                                            |
| Griego           | imisi/miso (ήμισι/μισό) | pafsi imiseos/pafsi misou (παύση ημίσεος/παύση μισού) |
| Neerlandés       | halve noot              | halve rust                                            |
| Inglés americano | half note               | half rest                                             |
| Inglés británico | minim                   | minim rest                                            |
| Italiano         | minima                  | pausa di minima                                       |
| Polaco           | półnuta                 | pauza półnutowa                                       |
| Portugués        | mínima                  | pausa de mínima                                       |
| Ruso             | половинная нота         | половинная пауза                                      |
| Sueco            | helnot                  | helpaus                                               |
| Chino (中文)     | 二分音符                | 二分休止符                                            |

Las acepciones española y francesa para esta figura significan «blanca», lo cual deriva del hecho de que la minima era la nota más corta sin rellenar de negro en la notación mensural blanca, lo cual sigue manteniéndose en la grafía moderna. La representación en la notación negra anterior se asemeja más a la corchea.
La denominación minim en inglés británico, usada en Reino Unido y Canadá, proviene del término minima empleado en notación mensural, que en latín significa «lo más pequeño» debido a que en aquel momento era el más corto de todos los valores musicales conocidos. El término de Estados Unidos para esta nota, half note, es un calco semántico del siglo XIX de la expresión alemana halbe Note, que quiere decir «media nota». Esto se debe a que cuando las orquestas estadounidenses se establecieron por primera vez en el siglo XIX fueron pobladas en gran medida por emigrantes alemanes.
Los nombre utilizados en Grecia y China también hacen alusión a «mitad». En griego se utiliza tanto en el término moderno miso (μισό) como en el antiguo imisi (ήμισι). Para el silencio, se emplea la palabra pafsi (παύση) que significa «pausa».